# بنائي الهروي
بنائي الهروي (ت. 918 هـ) هو أديب وخطاط، من أهل هراة.
هو كمال الدين بن محمد سبز الهروي، المشتهر ببنائي وحالي. كان كثير الهجاء لأعيان عصره خصوصاً لعلي شير نوائي. قُتل في قرية «قرشي» على يد جنود الشاه إسماعيل الصفوي سنة 918 هـ.

## آثاره
له رسالتان في الأدوار الموسيقية ومنظومة «بهرام وبهروز» و ديوان شعر.